# Estação Hangares
A Estação Hangares é uma das estações do Metrô da Cidade do México, situada na Cidade do México, entre a Estação Pantitlán e a Estação Terminal Aérea. Administrada pelo Sistema de Transporte Colectivo, faz parte da Linha 5.
Foi inaugurada em 19 de dezembro de 1981. Localiza-se no cruzamento do Eixo 1 Norte com a Rua Correos y Telégrafos. Atende o bairro Federal, situado na demarcação territorial de Venustiano Carranza. A estação registrou um movimento de 1.804.140 passageiros em 2016.